# Vuelta a Asturias 2015
La 58ª edición de la Vuelta a Asturias (oficialmente: Vuelta Asturias Julio Álvarez Mendo) se disputó entre el 2 y el 3 de mayo de 2015, con un recorrido de 325,5 km divididos en 2 etapas, con inicio y final en Oviedo. 
La prueba perteneció al UCI Europe Tour 2015, dentro de la categoría 2.1. Volvió al calendario, manteniendo sus fechas tradicionales, tras no disputarse en 2014.
Participaron 11 equipos. El único equipo español de categoría UCI ProTeam (Movistar Team); el único de categoría Profesional Continental (Caja Rural-Seguros RGA); y los 2 de categoría Continental (Burgos-BH y Murias Taldea). En cuanto a representación extranjera, estuvieron 6 equipos: el Profesional Continental del Colombia y los Continentales del Inteja-MMR Dominican Cycling Team, Lokosphinx, Radio Popular-Boavista, Louletano-Ray Just Energy, W52-Quinta da Lixa y Sky Dive Dubai Pro Cycling Team. Formando así un pelotón de 85 ciclistas, con 8 corredores por equipo (excepto el SkyDive Dubai que salió con 5), de los que acabaron 75.
El ganador final fue Igor Antón tras hacerse con la primera etapa consiguiendo una ventaja suficiente como para alzarse con la victoria. Le acompañaron en el podio Amets Txurruka y Jesús Herrada (vencedor de la clasificación por puntos), respectivamente repitiendo el mismo orden que en la primera etapa.
En las otras clasificaciones secundarias se impusieron Rodolfo Torres (montaña), Pablo Torres (metas volantes) y Movistar (equipos).

## Etapas
| Etapa | Fecha     | Recorrido             | km    | Ganador       | Líder      |
| ----- | --------- | --------------------- | ----- | ------------- | ---------- |
| 1ª    | 2 de mayo | Oviedo-Pola de Lena   | 149,5 | Igor Antón    | Igor Antón |
| 2ª    | 3 de mayo | Soto de Ribera-Oviedo | 176   | Jesús Herrada | Igor Antón |

## Clasificaciones finales

### Clasificación general
| Posición | Ciclista        | Equipo                    | Tiempo       |
| -------- | --------------- | ------------------------- | ------------ |
|          | Igor Antón      | Movistar                  | 8h 51' 56"   |
| 2        | Amets Txurruka  | Caja Rural-Seguros RGA    | a 12 s       |
| 3        | Jesús Herrada   | Movistar                  | a 25 s       |
| 4        | Marcos García   | Louletano-Ray Just Energy | a 1 min 11 s |
| 5        | Garikoitz Bravo | Murias                    | a 1 min 11 s |
| 6        | Evgeny Shalunov | Lokosphinx                | a 1 min 39 s |
| 7        | Rodolfo Torres  | Colombia                  | a 1 min 43 s |
| 8        | Alberto Gallego | Radio Popular-Boavista    | m.t.         |
| 9        | Javier Moreno   | Movistar                  | a 2 min 48 s |
| 10       | Omar Fraile     | Caja Rural-Seguros RGA    | a 4 min 01 s |

### Clasificación de la montaña
| Posición | Ciclista          | Equipo                 | Puntos |
| -------- | ----------------- | ---------------------- | ------ |
|          | Rodolfo Torres    | Colombia               | 26     |
| 2        | Antonio Molina    | Caja Rural-Seguros RGA | 15     |
| 3        | Igor Antón        | Movistar               | 15     |
| 4        | Francisco Mancebo | Sky Dive Dubai         | 12     |
| 5        | Garikoitz Bravo   | Murias                 | 12     |

### Clasificación de la regularidad
| Posición | Ciclista        | Equipo                 | Puntos |
| -------- | --------------- | ---------------------- | ------ |
|          | Jesús Herrada   | Movistar               | 41     |
| 2        | Amets Txurruka  | Caja Rural-Seguros RGA | 40     |
| 3        | Igor Antón      | Movistar               | 37     |
| 4        | Marcos García   | Caja Rural-Seguros RGA | 27     |
| 5        | Evgeny Shalunov | Lokosphinx             | 16     |

### Clasificación de las metas volantes
| Posición | Ciclista          | Equipo                 | Puntos |
| -------- | ----------------- | ---------------------- | ------ |
|          | Pablo Torres      | Burgos-BH              | 6      |
| 2        | Jesús del Pino    | Burgos-BH              | 5      |
| 3        | Antonio Carvalho  | W52-Quinta da Lixa     | 3      |
| 4        | Francisco Mancebo | Sky Dive Dubai         | 3      |
| 5        | Antonio Molina    | Caja Rural-Seguros RGA | 3      |

### Clasificación por equipos
| Posición | Equipo                    | Tiempo           |
| -------- | ------------------------- | ---------------- |
|          | Movistar                  | 26 h 37 min 23 s |
| 2        | Caja Rural-Seguros RGA    | a 7 min 21 s     |
| 3        | Louletano-Ray Just Energy | a 8 min 11 s     |
| 4        | Radio Popular-Boavista    | a 15 min 11 s    |
| 5        | Colombia                  | a 18 min 52 s    |